# 接受理論
接受理论（英語：Reception theory），是一種涉及讀者讀後感的文学理论。根據接受理論，读者在閱讀書籍或觀看電影時，會聯想到个人的文化背景和生活经历。
1960年代後半，接受理論以德國康斯坦茨學派（Constance School）為中心發展。1969年，汉斯-罗伯特·尧斯受孔恩的範式理論影響，在〈文學史作為文學理論的挑戰〉（Literary History as a Challenge to Literary Theory）中，針對文學史提出三大範式：古典、實證及美學。在該文中，堯斯亦提出接受理論的早期觀點。 該理論框架下，堯斯認為文本無客觀意義，強調讀者的「預期視域」（英語：horizon of expectations），即讀者文化背景和生活经历，與文本間往復辯證，達成高達美詮釋學所稱的「視域交融」（英語：fusion of horizons）。 而接受史，便是關注文本的意義在歷代讀者視域中的轉變。文學史，在此觀點下是必須不斷重述的歷史。 
在傳播理論方面，文化理論家斯圖亞特·霍爾是接受理論的主要倡議者。霍爾1973年作品〈電視話語的編碼與解碼〉中提出「編碼/解碼溝通模型」（英語：Encoding/decoding model of communication），即霍爾理論，關注受眾的「協商」和「反對」。換言之，文本，無論是書籍、電影或是其他創作作品，並不只是由受眾被動接受，而是受眾根據其個人的文化背景和生活經歷來解讀文本的意義。文本的意義，不在於文本本身，而是在文本與讀者之間的關係中創造出來。
在戲劇方面，蘇珊應用了接受理論於劇院中。
在歷史學方面，景觀歷史學家杭特應用了接受理論，公眾的接受與否很大程度上決定了花園和景觀的存續。

### 註腳
1. 1 2 3 4  Hall, Stuart.  (PDF). University of Birmingham.   [2021年9月29日]. （原始内容存档 (PDF)于2022年9月28日）.
2. 1 2 3 4 5  許銘全. . db.nmtl.gov.tw.   [2023-08-14]. （原始内容存档于2023-12-05）.
3. ↑  . kotobank （日语）.

### 延伸閱讀
- Amacher, Richard, and Victor Lange, eds. New Perspectives in German Literary Criticism. Princeton: Princeton UP, 1979.
- Bennett, Susan, eds. Theatre Audiences: A Theory of Production and Reception. New York: Routledge, 1990.
- Eagleton, Terry.  “Phenomenology, Hermeneutics, and Reception Theory,” in Literary Theory. University of Minnesota Press, 1996.  p. 47 – 78.
- Fortier, Mark. Theory / Theatre: An Introduction. 2nd ed. New York: Routledge, 2002.
- Hohendahl, Peter Uwe. "Introduction to Reception Aesthetics." New German Critique 10 (1977): 29-63.
- Holub, Robert C. Crossing Borders: Reception Theory, Poststructuralism, Deconstruction. Madison: U of Wisconsin P, 1992.
- Holub, Robert C. Reception Theory: A Critical Introduction. London: Methuen, 1984.
- Hunt, John Dixon. The Afterlife of Gardens.  Philadelphia: University of Pennsylvania Press, 2004.
- Iser, Wolfgang. The Act of Reading: A Theory of Aesthetic Response. Baltimore: Johns Hopkins UP, 1978.
- Jauss, Hans Robert. Aesthetic Experience and Literary Hermeneutics. Trans. Michael Shaw. Minneapolis: U of Minnesota P, 1982.
- Jauss, Hans Robert. Toward an Aesthetic of Reception. Trans. Timothy Bahti. Minneapolis: U of Minnesota P, 1982.
- 蔡振念. . 五南. 2002. ISBN 9789571125015.
- 楊文雄. . 五南. 2000. ISBN 9571120359.
- 李劍鋒. . 齊魯書社. 2002. ISBN 7533310829.
- 陳文忠. . 安徽大學. 1998.